# Jane Berbié
Jane Berbié, pseudonimo di Jeanne Bergougne (Villefranche-de-Lauragais, 6 maggio 1931), è un mezzosoprano francese.

## Biografia
Ha studiato pianoforte e canto al Conservatorio di Tolosa, debuttando al Campidoglio (Tolosa) nel 1954 come Nicklausse in Les contes d'Hoffmann, esibendosi in seguito attraverso la Francia nel tipico repertorio francese ottocentesco (Siebel, Urbain, Mignon, Carmen).
Nel 1958 è La Bergère nella prima di L'Enfant et les sortilèges diretta da Nino Sanzogno al Teatro alla Scala di Milano.
Ha debuttato all'Opéra di Parigi nel 1959 come Mercedes in Carmen (opera) e nel 1960 diretta da Manuel Rosenthal Concepción in L'Heure espagnole con Alain Vanzo ed écureil/bergère ne L'Enfant et les sortilèges con Mady Mesplé, successivamente al festival di Aix-en-Provence interpretando la maga in Dido and Aeneas.
Nel 1961 è Concepción in L'Heure espagnole diretta da Vittorio Gui al Teatro comunale di Firenze.
Nel 1962 è Syrinx nella prima scenica di Pan et la Syrinx di Jacques Chailley all'Opéra-Comique di Parigi e Mercedes in Carmen a Rouen.
Nel 1963 è Kèsie in Le calife de Bagdad di François Adrien Boieldieu per la radio francese e Serpetta ne La finta giardiniera (Mozart) a Versailles.
Ha cantato con successo anche all'estero (Milano, Londra, Salisburgo, Glydenbourne, Barcellona), ed ha interpretato Maffio Orsini nella celebre Lucrezia Borgia  in forma di concerto alla Carnegie Hall di New York accanto a Montserrat Caballé e Alain Vanzo (1965).
Sempre nel 1965 è Serpetta ne La finta giardiniera al Théâtre des Champs-Élysées di Parigi e Hermia in Sogno di una notte di mezza estate (opera) a Strasburgo.
Nel 1966 è Mercedes in Carmen al Festival di Salisburgo diretta da Herbert von Karajan con Grace Bumbry, Jon Vickers, Justino Díaz, Mirella Freni e i Wiener Philharmoniker.
Nel 1967 è Mirinda ne L'Ormindo di Francesco Cavalli al Glyndebourne Festival Opera diretta da Raymond Leppard con la London Philharmonic Orchestra e nel 1969 Nakamti in Padmâvatî con Rita Gorr e Gérard Souzay al Coliseum Theatre di Londra.
Nel 1970 è enfant in L'enfant et les sortilèges diretta da Georges Prêtre con la Mesplé e Renato Capecchi a Firenze e nel 1971 Zerlina in Don Giovanni (opera) diretta da Igor Markevich al Grand Théâtre de Monte Carlo e Rosina nella prima di Il barbiere di Siviglia (Rossini) alla Scala diretta da Claudio Abbado con Luigi Alva, Enzo Dara, Sesto Bruscantini e Paolo Montarsolo.
È stata inoltre una delle più note cantanti mozartiane e rossiniane del periodo 1960-ottanta.
Dal 1983 insegna al conservatorio di Parigi; è stata attiva come cantante anche negli anni novanta.

## Vocalità e personalità interpretativa
Dotata di una voce scura, da mezzosoprano tendente al contralto, calda, morbida e omogenea e sorretta da una buona preparazione tecnica, si è imposta come interprete stilisticamente versatile nel repertorio lirico-leggero, eccellendo soprattutto in ruoli buffi grazie alla verve comica.

## Repertorio
- Charles Gounod
  - Faust (Siebel)
- Gaetano Donizetti
  - Lucrezia Borgia (Maffio Orsini)
- Georges Bizet
  - Carmen (Carmen)
- Giacomo Meyerbeer
  - Les Huguenots (Urbain)
- Gioachino Rossini
  - Il barbiere di Siviglia (Rosina)
  - La Cenerentola (Angelina)
  - La donna del lago (Malcolm)
  - L'italiana in Algeri (Isabella)
- Henry Purcell
  - Dido and Aeneas (The sorceress)
- Jacques Offenbach
  - Les contes d'Hoffmann (Nicklausse)
- Jules Massenet
  - Mignon (Mignon)
- Maurice Ravel
  - L'Heure espagnole (Concepción)
- Wolfgang Amadeus Mozart
  - Così fan tutte (Dorabella; Despina)
  - Don Giovanni (Zerlina)
  - Le nozze di Figaro (Cherubino)

## Discografia parziale
| Anno | Titolo Ruolo    | Cast                                                      | Direttore Orchestra e Coro                                       | Etichetta |
| ---- | --------------- | --------------------------------------------------------- | ---------------------------------------------------------------- | --------- |
| 1964 | Carmen Mercédès | Maria Callas, Nicolai Gedda, Andréa Guiot, Robert Massard | Georges Prêtre Orchestre de l'Opéra de Paris Chœur «René Duclos» | EMI       |

- Berlioz: Benvenuto Cellini - BBC Symphony Orchestra/Chorus of the Royal Opera House, Covent Garden/Christiane Eda-Pierre/Jane Berbié/Nicolai Gedda/Robert Massard/Roger Soyer/Sir Colin Davis, 1972 Philips
- Offenbach, Orphée aux Enfers - Mady Mesplé/Rhodes/Jane Berbié/Sénéchal/Burles/Trempont/Capitole de Toulouse/Plasson, EMI
- Massenet, Cendrillon - Frederica von Stade/Ambrosian Opera Chorus/Julius Rudel/Philharmonia Orchestra/Nicolai Gedda/Jane Berbié, 1979 Sony/CBS
- Charpentier, Louise - Georges Prêtre/Ileana Cotrubaș/Plácido Domingo/Jane Berbié/New Philharmonia Orchestra, 1991 Sony